# زن دوچهره
زن دو چهره (به انگلیسی: Two-Faced Woman) فیلمی محصول سال ۱۹۴۱ به کارگردانی جرج کیوکر و با بازی گرتا گاربو می‌باشد.
این فیلم ۹۰ دقیقه‌ای، توسط شرکت فیلمسازی مترو گلدوین میر و با بودجهٔ ۳۱۶ هزار دلاری ساخته شد. زن دو چهره در آمریکا ۸۷۵ هزار دلار و در سایر نقاط جهان ۹۲۵ هزار دلار فروخت.
زن دو چهره، آخرین حضور گرتا گاربو بر روی پردهٔ سینما بود.

## عوامل فیلم
| عوامل      | نام                                                                                         |
| ---------- | ------------------------------------------------------------------------------------------- |
| کارگردان   | جرج کیوکر                                                                                   |
| نویسندگان  | بر اساس نمایشنامه‌ای از لودویگ فولدا - فیلمنامه از اس.ان. برمن - زالکا فیرتل - جرج اوپنهایمر |
| بازیگران   | گرتا گاربو - ملوین داگلاس - کانستنس بنت - رولند یانگ                                        |
| موسیقی     | برونیسلاو کاپر                                                                              |
| فیلمبردار  | جوزف روتنبرگ                                                                                |
| تدوین      | جورج بوملر                                                                                  |
| طراحی صحنه | سدریک گیبونز                                                                                |
| طراحی لباس | آدریان                                                                                      |

## داستان فیلم
کارین (با بازی گرتا گاربو)، مربی اسکی، دوستدار طبیعت و زندگی ساده با صاحب ثروتمند یک مجلهٔ پرطرفدار با نام لاری بلیک (با بازی ملوین داگلاس) ازدواج می‌کند. لاری ابتدا می‌خواهد زندگی پرمشغلهٔ شهریش را فراموش کند ولی اندکی بعد، به رغم مخالفت کارین به نیویورک بازمی‌گردد. کارین پس از مدتی انتظار و دوری از لاری، متوجه می‌شود که لاری در نیویورک، به هوس بازی روی آورده و به این دلیل خودش را به جای خواهر کذایی خود به نام کاترین می‌زند و به نزد لاری می‌رود تا وفاداری او را بسنجد. لاری جریان را می‌فهمد، اما هر دو به این بازی ادامه می‌دهند…

## توضیحات فیلم
آخرین فیلم ستارهٔ افسانه‌ای سینما، گرتا گاربو همانند سایر آثارش پرشکوه و فاخر نیست. منتقدان به نچسب بودن فیلمنامه بخصوص در مورد نقش لاری پس از اطلاع از هویت کاترین جعلی، حمله کردند و آن را ضعیف قلمداد کردند. گاربو اما در آخرین لحظات حضورش بر پردهٔ سینما، دست به کارهایی می‌زند که قبلاً از او شاهد نبودیم. گاربو در صحنه‌ای عجیب می‌رقصد و شمای گاربوی غمگین و افسرده در دههٔ سی را می‌شکند. گاربو پس از این فیلم به مدت ۴۹ سال یعنی تا پایان عمرش در سال ۱۹۹۰، خانه‌نشین شد و افسانه‌ای عجیب از خود بجا گذاشت.